# Kovačice
Kovačice (cyr. Ковачице) – wieś w Serbii, w okręgu kolubarskim, w mieście Valjevo. W 2011 roku liczyła 173 mieszkańców.